# MVM Cappellin
Le Origini (1921)
La MVM Cappellin & C. fu fondata nel 1921 a Murano da Paolo Venini, avvocato milanese con una profonda passione per l’arte, e Giacomo Cappellin, imprenditore veneziano esperto nel commercio del vetro. L’acronimo “MVM” stava per Murano Vetri e Mosaici, evidenziando il legame con la prestigiosa tradizione vetraria muranese.
Sin dall’inizio, l’azienda si distinse per la capacità di coniugare la tradizione artigianale con un approccio innovativo, attirando l’attenzione di illustri artisti e designer. Un ruolo cruciale fu ricoperto da Vittorio Zecchin, architetto e pittore veneziano, che assunse la direzione artistica. Zecchin introdusse uno stile modernista, ispirato al Rinascimento veneziano, caratterizzato da forme essenziali e colori traslucidi, in netta contrapposizione con le linee barocche prevalenti nella produzione muranese dell’epoca.
La Separazione e la Fondazione di Venini & C. (1925)
Nel 1925, a seguito di divergenze gestionali, Paolo Venini e Giacomo Cappellin si separarono. Venini fondò la Venini & C., che sarebbe divenuta una delle più rinomate vetrerie al mondo. Cappellin mantenne il controllo della MVM, ridenominata Cappellin & C., proseguendo il percorso artistico con la collaborazione di importanti designer.
Il Successo Internazionale (1925-1930)
Sotto la guida di Cappellin, l’azienda consolidò la propria reputazione, raggiungendo una notevole visibilità internazionale. Tra i suoi più illustri collaboratori si annovera Carlo Scarpa, che entrò a far parte della vetreria negli anni Trenta. Scarpa introdusse tecniche innovative e sperimentazioni estetiche, come l’incalmo, il battuto e l’utilizzo della mola, ridefinendo il linguaggio formale del vetro artistico.
Le creazioni della Cappellin furono presentate in prestigiose esposizioni internazionali, tra cui l’Esposizione Internazionale delle Arti Decorative di Parigi del 1925, dove suscitarono grande apprezzamento e consenso.
L’Acquisizione da parte dell’azienda Pauly & C. (1933)
Nel 1932, la Pauly & C. acquisì i beni materiali e immateriali della MVM Cappellin, inclusi macchinari, progetti e tecniche di lavorazione, al fine di integrare nel proprio catalogo l’eredità artistica della storica vetreria.
Questo passaggio di proprietà rappresentò una continuità culturale più che una semplice operazione economica. La Pauly & C. si impegnò a preservare e valorizzare i tratti distintivi che avevano reso celebre la Cappellin: l’attenzione alle forme essenziali, la sperimentazione cromatica e la qualità superiore della lavorazione.
L'acquisizione della MVM Cappellin da parte della Pauly & C. contribuì a preservare un’importante eredità culturale e artistica. Sebbene il marchio Cappellin non sopravvisse come entità indipendente, la sua tradizione di eccellenza continuò a vivere attraverso le creazioni della Pauly & C.
Questo episodio evidenzia l’importanza di un approccio collaborativo e conservativo nella storia delle arti applicate veneziane, dove le vicende economiche si intrecciano con un patrimonio immateriale di straordinario valore.
L’Eredità
Sebbene abbia operato per un periodo relativamente breve, la MVM Cappellin ha lasciato un’impronta significativa nella storia del vetro artistico veneziano. Le opere realizzate in quegli anni sono oggi considerate capolavori, apprezzate da collezionisti e studiosi per la loro qualità, eleganza e innovazione.
L’esperienza maturata da designer come Carlo Scarpa all’interno della Cappellin ha contribuito a ridefinire i paradigmi del design del vetro nel XX secolo, influenzando profondamente l’evoluzione di questo settore e affermando nuovi standard di eccellenza artistica e tecnica.